# Literatura de Irlanda

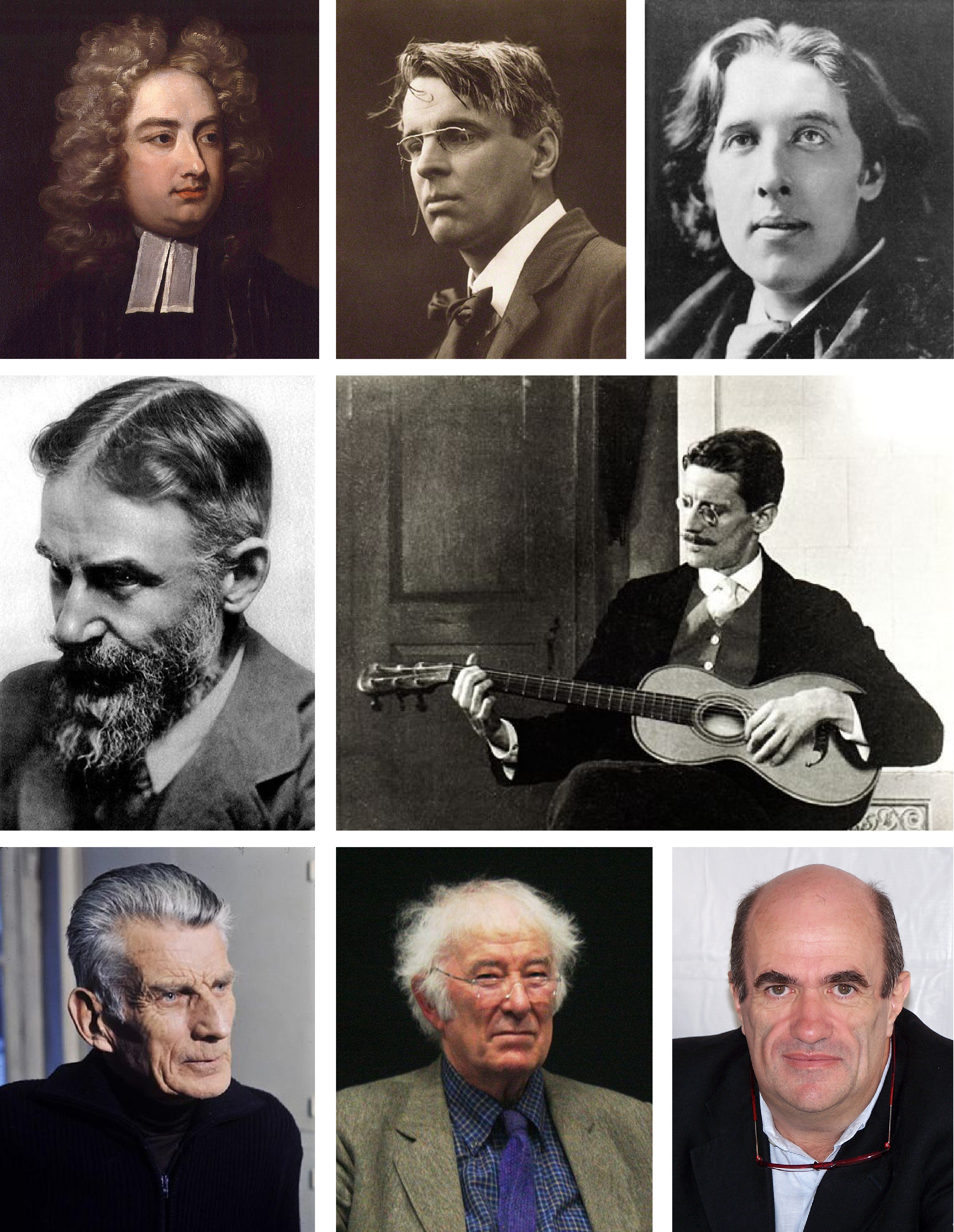
Imágenes de los escritores irlandeses conocidos Jonathan Swift, William Butler Yeats, Oscar Wilde, George Bernard Shaw, James Joyce, Samuel Beckett, Seamus Heaney y Colm Tóibín

Se considera literatura irlandesa a aquella literatura escrita en irlandés o bien a la literatura escrita en inglés por autores nacidos en Irlanda, identificados con la forma de vida y la cultura irlandesas. Se solapa en parte con la literatura inglesa, por cuanto la mayoría de autores irlandeses escriben en inglés, y muchos fueron conocidos tras haber emigrado a centros culturales propiamente ingleses, como Londres.

## Literatura en gaélico

### Literatura irlandesa antigua

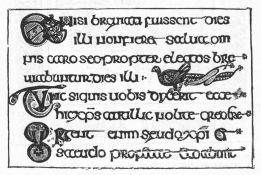
Texto en irlandés antiguo (s. VIII)

La literatura irlandesa antigua es aquella escrita desde la Edad Media hasta el siglo XVII. Se considera que fue la edad de oro de la literatura irlandesa. El escrito en gaélico irlandés más antiguo se encuentra en el manuscrito de Würburg, y data aproximadamente del año 700.

#### Periodo antiguo
Durante la Alta Edad Media (siglos VIII-X), periodo conocido también como del irlandés antiguo, destacaron los poetas Flann mac Lonáin, Maelmohr (con una historia de la invasión normanda), Eochain O Flainn (con una cronología de Ulaidh), el geógrafo Cormacan, Conn nUa Lochcainn de Tara, Flann Mainistreach (analista), Colman Ua Sesnain, Neide Ua Mael Chonaire, Gillh Moduda O Casidi y Guillh Na Noem Duinn. Las obras más importantes, sin embargo, son el Faeth fiadha (La niebla del sabio) del siglo V, atribuido a san Patricio de Irlanda, los Amra (Elogios) de San Columba, hechos por el Ollamh Érenn (poeta oficial) Dallán Forgaill, en estilo retórico, Trondam Guaire (Los invitados molestos de Guaire), de cariz satírico, Chat Pangur bán (Pangur, el gato blanco) de un poeta anónimo, Félire (Calendario de Óengus mac Óengobann) del 800, sobre las festividades, las estaciones del año y los ferias, el Saltair na Rann (Salterio en cuartetos), historia bíblica escrita en debide (poemas cortados en dos), Fianna bátar i nEmain (Los guerreros que iban a Emain), de cariz histórico y mitológico, compuesta por Cináed ua hArtacáin (m. 975), Dindshenchas, antología histórica en prosa y verso, Scuap Schrabuid (Devoción sagrada) de Colgu de Clonmacnoise (m. 796), maestro de Alcuino de York y los himnos de Colman (n. 662), Ultan (m. 656) y Fracc (m. 500).
También fueran importantes las sagas de cariz retórico, mitológicas e históricas, recogidas en Leabhar na hUidre (Libro de la Vaca Parda), compilado el 1106, poesía rítmica con incorporaciones posteriores, recompila el ciclo feniano, Leabhar na Laigineach (Libro de Leinster), compilado en 1150, Táin Bó Cuailnge (Incursión del rebaño de Cooley) del siglo VII-VIII, poema épico comparable a la Eneida, Oidheadh Cloinne Lir (El destino de los niños de Lir), romance sobre los hijos de Tuireann, Scél Mucce Mic Da Tho (Historia del cerdo de Mac Datho), sobre competiciones y cacerías, Iomramh Brain Mac Febail (El viaje de Brendan), editado el 1895 como Imram Brain Maic Tibail, sobre los viajes del famoso santo, Iomramh Curaigh Maoile Duin (Viaje de la barca de Muldoon), quizás del siglo VIII, Tochmarc Etaine (La corte de Etain), editado el 1935, describe un reino inmortal de la esposa de Midir y Eochaid Airem y Fergus Finnbheoil (Fergus el elocuente), poema de 32 versos.

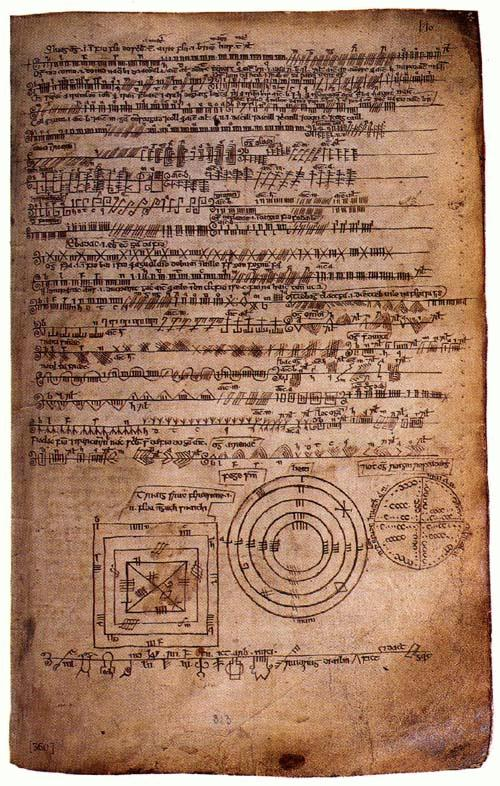
Página del Libro de Ballymote

Otras creaciones fueron Togail Troi (La presa de Troya), traducción de un clásico, Brigitbe bithnue (La lengua siempre nueva), Fis Adamnain (Visión de Adán), escrito por el santo de Iona, Aislinge Meic cono Glinne (Visión de Mac Conglin), visión de un enfermo de glotonería, Auraicept na Neces (Cartilla escolar), vocabulario con instrucciones de métrica, considerado como la primera gramática y proporcionada por Santo Cormac de Cashel (m. 908), el Lebor Gabála Érenn (Libro de las Invasiones de Irlanda), el Senchas Mor (El gran libro de las leyes) codificado por san Patricio de Irlanda y Leabhar Na y Ceart (Libro de los Derechos), compilación de las leyes brehonas. También destacaron los Mago Mell (Llanura de las delicias), Tiro Tairngiri (Tierra de promisión) y Tu Na nOc (Tierra de Juventud) sobre hechos sobrenaturales; Imram na Corra, Imram Curaig Maelduin y Imram Snedgusa Ocers Mac Riagla, sobre viajes; Fotho Coltra Cnucha y Siaburcharpat Cemcleulains, del ciclo feniano, así como el Serliga Conculaid. Con respecto a los ciclos mitológicos irlandeses, otros fueran Longes Mac n Uislenn (Exilio de los hijos de Uisliu) sobre Deirdre y Noisi, Toraigheach Dhiarmada agus Gharainne, Cath Maige Tuired (Batalla de Mag Tuired), en la cual los dánaos vencieron a los foimorés y el Cath Maigfe Rath (Batalla de Moira) sobre la locura de Suibhe.

#### Periodo medio
Durante este periodo, también conocido como del irlandés medio, los filidh fueron sustituidos por los bardos, unidos en familias hereditarias que transmitieron los poemas y costumbres gaélicas. En verso bárdico se adoptaron reformas métricas, poco monótonas e influidas por el amor cortés y la temática provenzal, como el Dantha Grada, recogido el 1926 por T. F. O'Rahilly, de cariz amor cortés, y el Creosanacht, poesía humorística, como el sirventés.
Muireadhach Albanach O'Dalaigh (1180-1240) fue el bardo más importante del periodo.
Entre los siglos XI y XII hay 200 obras clasificadas por su inicio: Togla (conquista), imrama (viaje por mar), Fis (visión), Tana (Incursión), Catha (batalla), Uatha (caverna), Tochmarca (demanda de matrimonio), Oitte (Muerte violenta), Fessa (fiesta), Forbassa (asedio), Echtrada (aventura), Serca (Amores), Sluadig (expedición militar) y Tochomlada (migración). Del ciclo feniano, que continuó hasta algunos siglos más tarde, podemos destacar Agallamh na Senorach (Interrogatorio del Anciano), quizás del 1200, con Oisin y Caoilte, de cariz nostálgico de un pasado glorioso, y el Cath Fionntragha (La batalla de Ventry), degeneración del anterior, compuesta por Fergus Mac Lethi (siglo XIV).
También destacaron durante este periodo las sagas, con personajes más modernos y héroes de los luchas contra los normandos. Las principales son: Cogadh Gaedhal re Gallaigh (La guerra de los irlandeses con los extranjeros) apología de Brian Boru, Scel na Aodh Ruadh O'Domhnaill, biografía de cariz apologético, de Lughaidh O’Cleirig, Macgnimartha Finn (Proezas del joven Finn), y el Ciclo de Ulster, que comprende los libros: Leabhar baile an Mhota (Libro de Ballymote), Leabhar Buidhe Lecain (Libro amarillo de Lecan), Leabhar Muere Lecain (Gran Libro de Lecan) y Leabhar Brecc (Libro de todos los colores).
Algunos de los autores destacados del periodo fueran Gillh Brigese Mac Conmidhe, autor de poemas épicos; Donchad Mor O'Dalaigh (1175-1244), autor de himnos a la Virgen; Amergin Mac Amalgaraid, autor de la topografía Coir Anmains; obras como Caithreim Cellachain Caisil (La guerra con los normandos), y otros como los sermones Scela na Eserci y Scela Lai Brotha, los proverbios Tecosca Carmari y Senbriathra Jitrail, las traducciones de la Eneida de Virgilio (Imtechta Aeniusa) y de Lucano (Cath Cathaida), así como los libros de leyes Critts Joblach, Athgabail y Cain Domnaig.
En cuanto a libros de historia, destacan los Synchronismes de Flann de Monasterboice, el poema cronológico de Gilla Caemhain (m. 1072), los Annala de Tighernach O'Braoain (m. 1088), abad de Cluam Maecu Noise; Annala an Inisfail (Anales de Innisfallen) de Maelsuthain (m. 1079), príncipe de Loch Lein, continuados hasta el 1215; Annala na Ulaid por Cathal Mac Guire de Loch Erne (m. 1498); los Annala an Cillin an Chronain (Anles de Kilronan) hasta 1590 y los Annala na Connachta (Anlaes de Connacht) de 1223 a 1562. Otros fueran Gofraidh Fionn Ó Dálaigh (1320-87), Tadhg Óg Ó Huiginn (m. 1448), Tadhg Dall Ó Huiginn (1550-91), Eochaidh Ó hEodhusa (1567-1617) y Fear Flatha Ó Gnímh (1602-40).

#### Periodo tardío
La emigración, la desposesión de los nobles gaélicos y la desaparición consiguiente de los bardos marcarán la literatura del periodo, caracterizada por la transición del dan díreach (verso estricto de los bardos) al amhran (canciones métricas de poetas no profesionales). Dos de las últimas escuelas bárdicas, la Dámh-scoil Muscraí y Dámh-scoil na Blárnan, estaban en Cork. Algunos de los últimos bardos más importantes del periodo fueran Daibhi O'Bruadair (1625-1698), muerto en la pobreza, Tourlough O'Carolan (1670-1738), Tadgh Dall O'Huggin (muerto en 1617), Eochan Ruadh O'Suillebhain (Owen Roe O'Sullivan, 1748-1784), Aodhagan O'Rathoille (Egan O'Rahilly, 1665-1726), autor de Aislings (Visiones) y de la pieza en prosa satírica Pairliment Chloinne Tomais (El parlamento del Clan Thomas), y sobre todo el más famoso del periodo, Brian Mac Giolla (Brian Merriman, 1750-1805), autor del gran poema gaélico del periodo, Cuirt an mheadhon oidhche (La corte de medianoche, 1780). También destacaron los feis, un tipo de juegos florales itinerantes.
Algunos intelectuales escribieron en latín, como Prionsias Ó Maolmhuaidh (Francis Molloy, 1614-1684) autor de Disputatio Theologica de Incarnatione Verbi (1645); Cursus Philosophiae (1666), y el poema Iubilatio Genethliaca in honoramos prospere Balthasaris Philippi Hispaniarum Principios (1658), el devocionario Lóchrann na gCreidmheacho Lucerna Fidelium (1676), y una Grammatica Latino-Hibernica (1677).
En prosa destacaron las obras de cariz satírico y religioso de los franciscanos, guardianes de la lengua con imprentas en Leuven y Londres, como Michael O'Cleary (Mícheál Ó Cléirigh 1575-1643), autor de los Annala Rioghachta Eireann (Anales de los Cuatro Maestros, 1636) y Reim Rioghaidhe (Lista real, 1630), historia de los principales reyes de Irlanda; Seathruin Ceitinn (Geoffrey Keating, 1570-1646) con Foras fearsa an Erinn (Historia de Irlanda, 1640); Florence Conry, con Sgathan an Chrobhaidh (Espejo de piedad), Anthony Gernen con Parthas an Esuma (Paraíso del alma); y el obispo de Armagh, Hugh Mac Caghwell (1571-1626) con Sgathan Sacramuinthe na Aithrige (Espejo del sacramento de penitencia, 1618). Además, en 1603 acabó compilada An tiomna nuad ar dTigearna ar Slanuigteodra Josa Criosd, Airna Tarruing go Firminneach as ab nGreigs nGdarac, traducción de la Biblia entera al gaélico e impresa en Dublín por los obispos Mortogoch O’Cionga (O’King) y G. O’Donnell.
Parliament na mBan (Parlamento de las mujeres), de finales del siglo XVII, fue una de las primeras muestras de prosa en el dialecto de Munster. Los últimos poetas irlandeses del periodo fueran Dughaltach Mac Fir Bhisigh, autor de genealogías históricas; Ferfesa O'Cainti, Tadhg Mac Daire, Hugh Ward/Aodh Mac An Bhaird (1590-1635), Manghus O'Domnhaill (1500-1563) con Beatha Cholm Cille (San Columbano, 1532) y Cridhe lán don smuaintighthibh, Torna Ecces, Sean O'Neachtain (1655-1728), su hijo Tadhg O'Neachtain (1680-1750), Eoghan Ó Caoimh (1656-1726), Seán Ó Murchadha (1700-62), Mícheál Óg Ó Longáin (1766-1837), Hugh y Andrew Mac Curtain/Séamas Dall Mac Cuarta, (1647-1733), Cathal Buí Mac Giolla Gunna (1680-1756), Peadar Ó Doirnín, (1704-1769), Arte Mac Cumhaigh (1738-1773), Pádraigín Haicéad (1600-54), Aindrias Mac Craith (1708-95), Donnchadh Rua Mac Con Mara (1715-1810), Antaine Ó Reachtabhra o Raiftearaí (1784-1835), Seán Ó Coileáin (1754-1817) con el poema Machnamh an Duine Dhoilíosaigh (Reflexiones de la melancolía humana), Riocard Bairéad (1740-1819), Sean O'Toomy, Sean Clarach Mac Domhnaill (1691-1754), autor del aisling (poema) simbólico de Irlanda, Róisín dubh (Rosa negra), Andrew Mac Grath, Tadhg Gaulach O'Suillebhain (1715-1795), Mícheál Coimín de Clare, autor de las Oisin na Bro na Fianna (1750), y Donough Mac Conmara, autor de Eachtra Giolla donde Amarain. Arte O'Leary, antiguo coronel del ejército austríaco, compuso en 1773 un Caoineadh (Lamento) a su viuda Eibhlín Dubh Ní Chonail. Finalmente podemos nombrar a Dáibhí de Barra (1757/8-1851), Pádraig Phiarais Cúndún (1777-1857), Amhlaoibh Ó Súilleabháin (1780-1837), Tomás Rua Ó Súilleabháin (1785-1848), Art Mac Bionaid (1793-1879), Aodh Mac Dónaill (1802-67) y Nioclás Ó Cearnaigh (1829-74).

### Literatura irlandesa moderna
Literatura irlandesa moderna es la literatura irlandesa escrita en gaélico irlandés en los siglos XIX y XX.

#### La reavivación gaélica
Durante el siglo XIX, a pesar de la bajada del uso de la lengua hablada, se produjo la reavivación de la cultura gaélica. Por una parte, el obispo de Tuam, John Mac Jalo (1791-1881), quien había hecho el gaélico obligatorio en su jurisdicción, tradujo el Génesis y los seis primeros libros de la Eneida (del poeta latino Virgilio). Por otro lado, también se inició la celtística con éxito desde la publicación en 1853 de la Grammatica celtica de James Pritchard, y abonó el camino a otros celtistas destacados como Whitley Stokes (1830-1909), autor de estudios como Irish gloses (1860), Saltair na Rann (1883) y Goidelica (1873); John O'Donovan (1806-1861) con Irish grammar (1845); el alemán Hermann Ebel (1828-1875) con Celtische Grammatik (1871); Eugene O'Curry (1796-1862), profesor de irlandés en el Trinity College entre 1854 y 1862 y autor de Manners and customs of the Ancient Irish (1873) y The manuscript materials of Irish Story (1860) y William Reeves (1815-1892), clérigo protestante y jefe de la Irish Academy, con The culdees of the British Island (1864) y  Memoirs of the Book of Armanagh (1860).
Por otro lado, el padre Eugene O'Growney (1862-1899) fue el promotor de la primera revista literaria en irlandés, Irisleabhar na Gaedhilge, que se editó entre 1882 y 1909, primero en solitario y después como suplemento literario del primer diario en gaélico, Faine an Eae (La aurora), fundado en 1898 y que se editará hasta 1909, dirigido por Padraic Mac Piarais (Patrick Pearse), quien en 1903 le cambió el nombre por el de An Claidheamh Soluis (La espada flameando), donde publicará el poema patriótico Mise Eire (Soy Irlanda), semanario bilingüe de la Liga Gaélica hasta que fue sustituida el 1919 por Misneach (Valor). También en 1897 apareció la asociación musical Feis Ceoil, de Anna Paterson. Y los primeros autores literarios en irlandés moderno, como Peadar O'Laoghaire (Peter O'Leary, 1839-1920), autor de narraciones cortas como Seadna (1898), Niamb (1907), Siana (1914), Mo scéal Fein (Mi propia historia, 1921), Cainnt na nDaoine (Conversas del pueblo, 1930), Aithris ar Chríost (Imitación de Cristo, 1914) y Sgeuluiideact Cuidge Muman (1895). Padraig Dinneen (1860-1934) con Cormac ua Connaill (1901) y Creideamh agus gorta (1901); y Padraig O'Seaghdha Conan Maol (Patrick O'Shea, 1855-1928) con Mac Finghin dubh (1909), Oighreacht roisin (1910), Dha sgéal (1929) y Stiana (1930). Gearóid Ó Lochlainn (1884-1970) y el teatro Ealaín na hAmharclainne (1966). Énrí Ó Muirgheasa (1874-1945) con las compilaciones Céad de Cheoltaibh Uladh (1915) in Dhá Chéad de Cheoltaibh Uladh (1934), Dánta Diadha Uladh (1936), Dánta Diaga Uladh (1936). Risteárd Ó Foghludha (Richard Foley, 1873-1957) con Ar Bruach na Coille Muaire (1939), Eammon de Bháil (1946), Eigse na Máighe (1952) y Log-Ainmneacha (1935). Seámas Ó Searcaigh (1887-1965) con Faire Phaidí Mhóir (1914), Cloich Cheann-fhaolaidh, ar n-a Athsgríobhadh ag an Ughdar (1911), Ceol na n-Éan agus Scéalta Eile (1919), Foghraidheact Ghaeilge an Tuaiscirt (1925), Fé'n sgeich Sidhe (1935); Pádraig Mac Piarais (1939); Comhréir Gaedhilg an Tuaiscirt (1939); Buaid na Tuigse (1945) y Beatha Cholm Cille (1967).

#### La Liga Gaélica
El impulso definitivo lo recibió la lengua después de la fundación de la Conradh na Gaedhilge (Liga Gaélica) en 1893, reforzada en 1900 con la revista An Shan van Vocht (La pobre anciana), de Francis Biggar, anticuario de Arbmagh, Ethna Carbery y Alice Milligan (1866-1953), protestantes de Úlster interesados en el estudio del gaélico. Así destacarán autores como Douglas Hyde An Craoibhin Aoibhinn (La bella rama, 1860-1949), de origen inglés y protestante; Padraig O'Conaire (1883-1928), quién aprendió irlandés en St Enda, con las narraciones cortas Síol Eabha (1922) y Scothscéalta (1956) y Tomás Ó Criomhtháin, (Thomas O'Crohan, 1856-1937), autor de la narración corta An tOiléanach (El isleño, 1929); Aindrias Ó Baoighill Fiach Fánach (1888-1972) con las narraciones Sgéilíní na Finne y Cnuasach na Finne (1928). Peig Sayers (1873-1958), con Peig (1936) y Machnamh Seanmhná. Pádraig Ó Siochfhradha con Jimín Mháire Thaidhg. Peigí Rose (Seán Ó Gallchóir) con Peigí ar 'Mháire y An Chéad Chnuasach.

#### Después de la independencia
En 1914 el héroe del Levantamiento de Pascua Terence MacSwiney fundó la revista Tiana Tail, y después de la independencia aparecieron las revistas Comhar (Cooperación), Bealoideas (1927) y Feasta (Fiesta). Desde entonces destacaron como autores gaélicos Piaras Beaslaí (1883-?) con el drama teatral An sgaothaire (1936), Liam O'Flaherty, autor en inglés que escribió en gaélico las narraciones Duil (1953); Criostoir O'Floinn (1927), con el poema An claimhgeal (1953); Tagh O'Donnchadha (1874-1949), editor de Banba (1901-6) y profesor de irlandés, autor de Caitheamb aimsire (1918) y el estudio Prosoid gaedhilge (Prosodia gaélica, 1925); Mairtin O'Cadhain (1907-1970) militante del IRA y autor de los poemas Cré na cille (El polvo del cementerio, 1954); Brendan O'Beahain (Brendan Behan, 1923-1964) militante del IRA, autor del drama An giall (El hospedaje, 1957); Brian O'Nuallain (Flann O'Brien, 1911-1966) con An béal bocht (La pobre anciana, 1941); Sean O'Tuama (1926-2000), profesor universitario autor de Gunna Cam agus Slabhra Óir (Fusil torcido y cadena de oro, 1967) y los poemas Faoileán na Beatha (La golondrina de la vida, 1962) y An Duanaire, Poems of the Dispossessed 1600-1900 (1985); Máirtín O'Díreáin (1910-1988) con la compilación Danta aniar (1942); Seán Ó Ríordáin (1916-1977), autor de los poemas Seanmóintí (Sermones), Na Leamhain (Las pulgas), A Theanga Seo Leath-Liom (Oh Lengua medio mía), An Lacha (El pato), Adhlacadh mo Mháthar (El entierro de mi madre), Reo (Helado), y otras; Micheal Mac Liammoir (1899-1978), actor y autor de 300 piezas de teatro como Diarmuid agus Gráinne (1935); Máire Mhac an tSaoi (1922- ) con An Cion go dtí Seo (1987); Diarmaid Ó Súilleabháin (1932-1985) redactor a An Phoblacht y autor de Trá agus Tuilleach (1967); Muiris O Súilleabháin (1904-1950) con Fiche Bliain ag Fás (Veinte años de crecimiento, 1933) y Laim-leabhar bealoiseara Eireann (Libro de Folclore Irlandés); Breandan O'Buachalla, con Im Beal Feirste Cos cuin y Padrais Breadnac, con Ceol ar sínsear (1934). Pádhraic Óg Ó Conaire (1893-1971) con Seóid ó’n Iarthar Ordha (1924) y Ean Cuideáin (1936).
Otros autores posteriores, algunos de ellos tanto en irlandés como en inglés, son Seamus O'Grianna (1892-1962), Seosamh Mac Grianna (Jim Green 1901-1990), antiguo militante del IRA y traductor de la editorial An Gum, autor de Fáinne an Eae (1925), Eoghan Ó Tuairisc (Eugene Rutherford Louis Watters, 1918-1982), con Dé Luain (1966), Rogha an Fhile (1974); Tomas O'Floinn con Cion Fir, Breandan O'Doibhlinn (Brendan Devlin, 1931) crítico y poeta, con Néal Maidne agus Tine Oíche (1964); Liam O'Muirthile (1952) con Tine Chnámh (1984) y Dialann Bóthair (1992); y Biddy Jenkinson (1949) con Amhras Neimhe (1997); Pearse Hutchinson (1927) con Le Cead na Gréine (1989); Caitlín Maude (1941-1982), Mícheál í hAirtnéide/Hartnett (1941-1999) con Adharca Broic (1978); Mícheál Ó Siadhail (1947-) con Éagnairc (Réquiem), Nuala Ní Dhomhnaill (1952) con Féar Suaithinseach (1984); Cathal Ó Searcaigh (1956) con An Bealach ‘na Bhaile (Regreso a casa, 1983) y Súile Shuibhne (1983); Gabriel Rosenstock (1949) con Oráistí (1991) y Rogha Rosenstock (1994), y Louis de Paor (1961-). Otros autores modernos son Pádraig Ó Snodaigh (1935) con Ó Pharnell go Queenie (1991), Cumba agus Cumann (1985), y Cúl le Cúl (1988). Deirdre Brennan (1934), Tomás Mac Síomóin (1938), Mícheál Ó Siadhail (1947), Dáithí Ó hOgáin (1949), Michael Davitt (1950) y Colm Breathnach (1961). En drama, Máiréad Ní Ghráda (1899-1971), Séamas Ó Néill (1910-1981), en novela Donncha Ó Céileachair (1918-60), Seán Mac Mathúna (1936), Pádraic Breathnach (1942), Pádraig Ua Maoileoin (1913), Dónall Mac Amhlaigh (1926-89), Breandán Ó hEithir (1930-90), Pádraig Standún (1944), Alan Titley (1947), Pádraig Ó Cíobháin (1951), Ciarán Ó Coigligh (1952), Séamus Mac Annaidh (1964), Pádraig Mac Fhearghusa, Liam Mac Uistin (1938), Gréagóir Ó Dúill (1946) y Lorcán S. Ó Treasaigh (1957).

## Autores
- Siglo XVIII
  - Jonathan Swift
  - Laurence Sterne
- Siglo XIX
  - Sheridan Le Fanu
  - Oscar Wilde
  - Bram Stoker
- Siglo XX
  - Samuel Beckett
  - Seamus Heaney
  - James Joyce
  - Edna O'Brien
  - Flann O'Brien
  - Kate O'Brien
  - Sean O'Casey
  - Bernard Shaw
  - William Butler Yeats
  - Liam O'Flaherty
- Siglo XXI
  - John Banville
  - Sebastian Barry
  - Seamus Deane
  - Dermot Healy
  - Jennifer Johnston
  - Patrick McCabe
  - Edna O'Brien
  - Colm Tóibín
  - William Trevor